# Fajr Líbia
Fajr Libya (Fajr Lībiyā) foi uma coalizão de várias milícias dominada pelos islamitas da Líbia, que tinha sua sede na cidade costeira de Misrata.
A Fajr Libya foi uma facção militar surgida no contexto da crise líbia, agrupando várias milícias do oeste do país que colaboraram na deposição do ditador Muammar Gaddafi. Foi um adversária do Estado Islâmico do Iraque e do Levante e associada com o movimento "Amanhecer Líbio" durante a atual guerra civil da Líbia.
O elo comum entre os grupos armados que a integraram foi a oposição à presença das Brigadas de Zintan em Trípoli e a defesa do Congresso Geral Nacional como órgão legislativo da Líbia (em detrimento da Câmara dos Representantes). O movimento "Amanhecer Líbio" manteve o controle da cidade de Trípoli a partir de agosto de 2014. O Exército Nacional Líbio lançou vários ataques aéreos contra o grupo na capital Trípoli e em outras partes do país, destruindo aeroportos e campos petrolíferos que são controlados pela facção militar.
Até fevereiro de 2016, a Fajr Libya detinha a capital Trípoli, Sabrata e a região ocidental da Líbia.
A Fajr Libya foi dissolvida em 2016 quando a maioria das forças que compunham o Governo da Salvação Nacional alegou lealdade ao Governo do Acordo Nacional, uma minoria entretanto prosseguiu apoiando o governo de Khalifa al-Ghawi.